# Judson Laipply
Judson Laipply (né le 22 mars 1976) est un comédien américain originaire de Bucyrus dans l'Ohio. Il est principalement connu pour la vidéo Evolution of Dance qui a longtemps été la vidéo la plus vue sur YouTube.

## Evolution of Dance
Evolution of Dance est une vidéo qui dure 6 minutes dans laquelle Judson Laipply retrace l'historique des styles et tendances de danses entre les années 1960 et 2000. La vidéo a été placée le 6 avril 2006 sur le site de partage YouTube et, en huit mois, elle a été regardée plus de 70 000 000 fois. Evolution of Dance a été visionnée plus de 297 millions de fois au 14 décembre 2016, elle totalise plus de 300 millions de vues en octobre 2018. Le 12 juillet 2012, une adaptation de cette danse sur le robot NAO de la société française Aldebaran Robotics sort sur YouTube. Elle collecte plus de 65 000 vues en six jours. Elle a longtemps été la vidéo la plus vue sur YouTube. Une deuxième partie de Evolution of dance sort en janvier 2009. Elle totalise à ce jour plus de 20 millions de vues.

### Liste des chansons
| Chanson                                  | Artiste                    | Durée     |
| ---------------------------------------- | -------------------------- | --------- |
| Hound Dog                                | Elvis Presley              | 0:00–0:14 |
| The Twist                                | Chubby Checker             | 0:14–0:31 |
| Stayin' Alive                            | The Bee Gees               | 0:31–0:38 |
| Y.M.C.A.                                 | The Village People         | 0:38–0:56 |
| Kung Fu Fighting                         | Carl Douglas               | 0:56–1:03 |
| Keep on Groovin                          | The Brady Bunch Kids       | 1:03–1:17 |
| Greased Lightnin                         | John Travolta              | 1:17–1:28 |
| You Shook Me All Night Long              | AC/DC                      | 1:28–1:42 |
| Billie Jean                              | Michael Jackson            | 1:42–1:49 |
| Thriller                                 | Michael Jackson            | 1:50–1:58 |
| Oompa Loompa                             | Charlie et la Chocolaterie | 1:58–2:04 |
| Mr. Roboto                               | Styx                       | 2:04–2:14 |
| Break Dance (Electric Boogie)            | West Street Mob            | 2:14–2:28 |
| Walk Like an Egyptian                    | The Bangles                | 2:28–2:36 |
| The Chicken Dance (La Danse des canards) | Bob Kames                  | 2:36–2:42 |
| Mony Mony                                | Billy Idol                 | 2:42–2:57 |
| Ice Ice Baby                             | Vanilla Ice                | 2:57–3:11 |
| U Can't Touch This                       | MC Hammer                  | 3:12–3:42 |
| Jump on It                               | Sir Mix-A-Lot              | 3:42–4:02 |
| Jump Around                              | House of Pain              | 4:02–4:15 |
| Baby Got Back                            | Sir Mix-a-Lot              | 4:15–4:22 |
| Tubthumping                              | Chumbawamba                | 4:22–4:32 |
| What Is Love                             | Haddaway                   | 4:32–4:40 |
| Cotton Eye Joe                           | Rednex                     | 4:40–5:01 |
| Macarena                                 | Los del Río                | 5:01–5:06 |
| Bye Bye Bye                              | N'Sync                     | 5:06–5:29 |
| Lose Yourself                            | Eminem                     | 5:29–5:33 |
| Hey Ya!                                  | Outkast                    | 5:33–5:39 |
| Dirt Off Your Shoulder                   | Jay-Z                      | 5:39–5:49 |
| Ice Ice Baby                             | Vanilla Ice                | 5:49–5:52 |
| Bye Bye Bye                              | N'Sync                     | 5:52–6:00 |